# بيزو كاستيلو
بيزو كاستيلو (بالإنجليزية: Pizzo Castello)‏ هو أحد جبال سلسلة جبال الألب ليبونتيني ويقع في كانتون تيسينو في سويسرا. يحتل المرتبة رقم 264 في قائمة جبال سويسرا من حيث الارتفاع، إذ يبلغ ارتفاعه حوالي 2808 متر، بينما يبلغ ارتفاع نتوء الجبل 385 متر.